# Saint-Germain-du-Puy
Saint-Germain-du-Puy là một xã thuộc tỉnh Cher trong vùng Centre-Val de Loire miền trung Pháp.

## Dân số
| 1962                                | 1968 | 1975 | 1982 | 1990 | 1999 | 2006 |
| ----------------------------------- | ---- | ---- | ---- | ---- | ---- | ---- |
| 1047                                | 1814 | 4262 | 4997 | 5085 | 5007 | 4868 |
| Từ năm 1962 Dân số không tính trùng |      |      |      |      |      |      |